# Boeckella triarticulata
Boeckella triarticulata is een eenoogkreeftjessoort uit de familie van de Centropagidae. De wetenschappelijke naam van de soort is voor het eerst geldig gepubliceerd in 1883 door Thomson G.M..